# Espace latéro-pharyngien
L'espace latéro-pharyngien (ou espace latéro-pharyngien céphalique ou espace latéro-pharyngien supérieur de Gilis ou espace maxillo-pharyngien) est un espace anatomique pair de la tête et du cou. Il est situé en dehors de la paroi latérale du pharynx.

## Description
L'espace latéro-pharyngien a la forme d'une pyramide inversée.
Il est séparé en deux parties par le diaphragme stylien : l'espace pré-stylien en avant et l'espace rétro-stylien en arrière.

### Espace pré-stylien
l'espace pré-stylien est limité médialement par la paroi pharyngée externe et dans la partie supérieure par le muscle élévateur du voile du palais.
Il est limité à l'arrière par le bord antérieur du muscle sterno-cléido-mastoïdien, le ventre postérieur du muscle digastrique et le diaphragme stylien.
Latéralement, il est limité par le fascia parotidien.
En avant et du dehors en dedans, il est limité par le bord postérieur du muscle masséter et de la branche montante de la mandibule.
En haut, il est limité par la base du crâne au niveau de l'articulation temporo-mandibulaire et le conduit auditif externe.
En bas, il est limité par une lame fibreuse tendue entre l'angle de la mandibule et le muscle sterno-cléido-mastoïdien.

### Espace rétro-stylien
l'espace rétro-stylien est limité médialement par la cloison sagittale et une partie du fascia péri-pharyngien.
A l'arrière, il est limité par la lame prévertébrale du fascia cervical.
La paroi postérieure de l'espace pré-stylien constitue sa paroi antéro-latérale.
En haut, il est limité par la base du crâne au niveau de l'os occipital et du rocher.
Sa limite inférieure correspond au bord inférieur du ventre postérieur du muscle digastrique.

## Contenu

### Espace pré-stylien
L'espace pré-stylien héberge :
- la glande parotide ;
- l'artère carotide externe qui monte dans la glande parotide pour se terminer derrière le col de la mandibule en donnant l'artère maxillaire et l'artère temporale superficielle ;
- la veine jugulaire externe qui nait dans cette zone de l'union de la veine temporale superficielle et de la veine maxillaire ;
- les ganglions lymphatiques parotidiens ;
- le nerf auriculo-temporal ;
- le nerf facial qui bifurque en deux branches terminales temporo-faciale et cervico-faciale.

### Espace rétro-stylien
L'espace rétro-stylien héberge :
- des artères :
  - l'artère carotide interne ;
  - l'artère carotide externe ;
- la veine jugulaire interne ;
- des nerfs :
  - le nerf facial ;
  - le nerf glossopharyngien qui donne dans cette zone :
    - le nerf tympanique ;
    - le nerf du muscle stylo-glosse ;
    - le nerf du muscle stylo-pharyngien ;
    - plusieurs rameaux collatéraux et les rameux terminaux sensitifs ;

  - le nerf vague qui donne dans cette zone :
    - le nerf du méat acoustique externe ;
    - le nerf laryngé supérieur ;
    - plusieurs rameaux collatéraux ;

  - le nerf accessoire qui s'y divise en une branche médiale et une branche latérale ;
  - le nerf hypoglosse ;
  - le ganglion cervical supérieur.

## Aspect clinique
Le syndrome de la première bouchée est une complication rare de la chirurgie impliquant l'espace latéro-pharyngien, comme l'ablation du lobe profond de la glande parotide. Elle se caractérise par une douleur faciale après la première bouchée de chaque repas et serait causée par un dysfonctionnement autonome des cellules myo-épithéliales salivaires.
L'espace latéro-pharyngien a une importance clinique en oto-rhino-laryngologie de la fréquence des infections de cette zone. Il sert de repère anatomique pour localiser les processus pathologiques des espaces environnants et leur progression permettant leur diagnostic différentiel.